# Tutto per bene
Tutto per bene è una commedia in tre atti di Luigi Pirandello del 1906, tratto dall' omonima novella che egli aveva scritto nello stesso anno.
Fu rappresentata per la prima volta al Teatro Quirino di Roma il 2 marzo 1920 con la Compagnia di Ruggero Ruggeri.

## Trama
La commedia s'incentra sulla figura di Martino Lori il quale, rimasto vedovo, sembra non riprendersi da tale luttuoso avvenimento. Ha una figlia, Palma, affidata fino al diciottesimo anno di età ad un tutore, il senatore Manfroni: questa, raggiunta la maggiore età, si sposerà con Flavio lasciando solo ed abbandonato il padre, verso cui nutre un profondo disprezzo.
In realtà, l'odio coltivato da Palma ha ragion d'essere perché è convinta, come tutti coloro che credono di conoscere l'ingenuo Lori, che questi sappia la verità sulla sua famiglia ma per interesse e convenienza finga di non sapere che la moglie morta era un'adultera, che lei stessa, che passa per sua figlia, sia invece il frutto della relazione con il senatore Manfroni e che persino il lavoro, che egli esercita come dipendente di Manfroni, sia stata una copertura per permettere gli incontri e la tresca tra i due amanti.
Appresa la verità con un tempestoso colloquio con la figlia, Lori è disperato, poiché è stato raggirato per la sua intera esistenza da tutti coloro che gli erano vicini: solo adesso, egli dice, la moglie gli «muore davvero uccisa dal suo tradimento».
Scoprirà l'onesto Lori che il suo amico, il rispettabile e onorato Senatore del Regno, non solo lo ha tradito e ingannato prendendogli la moglie, ma ha anche sottratto alcuni appunti al padre di lei, famoso scienziato, pubblicando a suo nome un'opera scientifica.
Egli dunque scopre di essere stato considerato da tutti non solo un miserabile ma anche un imbecille
Lori adesso potrebbe vendicarsi del miserabile Manfroni portandolo alla rovina ma capisce l'inutilità di rispondere al male con il male e preferirà cogliere l'affetto di Palma che, riconciliatasi con lui, comprenderà che il finto padre, in buona fede, non ha simulato la sua ignoranza degli avvenimenti.
(Tutto per bene, atto terzo)